# Minuspio multibranchiata
Minuspio multibranchiata är en ringmaskart som beskrevs av Miles Joseph Berkeley 1927. I den svenska databasen Dyntaxa används istället namnet Prionospio multibranchiata. Enligt Catalogue of Life ingår Minuspio multibranchiata i släktet Minuspio och familjen Spionidae, men enligt Dyntaxa är tillhörigheten istället släktet Prionospio och familjen Spionidae. Arten har ej påträffats i Sverige. Inga underarter finns listade i Catalogue of Life.